# پوزه‌پارویی
پوزه‌پارویی‌ها (خانواده ی Polyodontidae) خانواده ای از ماهیان غضروفی‌استخوانی و پرتوباله هستند که دهان بزرگ و پوزه درازی دارند.
پوزهٔ پارویی‌شکل این ماهیان نیمی از درازای بدن آن‌ها را دربر گرفته‌است. تنها دو گونهٔ زنده از این ماهی‌ها موجود است و فسیل چهار گونهٔ منقرض شده نیز شناسایی شده‌است. تمامی این شش گونه منحصراً در آمریکای شمالی و چین شناسایی شده‌اند. گونه‌های فعلی موجود عبارت اند از پوزه پارویی آمریکایی که بومی رودخانهٔ رود می‌سی‌سی‌پی است و پوزه پارویی چینی که این گونه آخرین بار در سال ۲۰۰۳ در رود یانگ‌تسه مشاهده شده و طبق گزارشات و بررسی‌های سال ۲۰۱۹ منقرض شده‌است.